# Habitatge a la carretera de Santa Pau, 24-26 (Olot)
L'Habitatge a la carretera de Santa Pau, 24-26 és una obra noucentista d'Olot (Garrotxa) inclosa a l'Inventari del Patrimoni Arquitectònic de Catalunya.

## Descripció
Casa de planta rectangular amb torre de base quadrada a l'angle sud-est. Els teulats són de teula plana, sostinguts per bigues de fusta que es prolonguen a l'exterior. Disposa de planta baixa, amb la porta principal descentrada on es veuen les inicials CTR i finestres decorades amb franges d'estuc amb motius vegetals. El primer pis disposa de balcons amb baranes ornades amb flors. La façana principal de la torre té un espaiós balcó, sostingut per mènsules decorades amb motius florals estilitzats i un teulat a tres aigües fet de teules vidriades de color blau. Les finestres de les altres façanes, així com les del pis superior estan ornades amb rajoles catalanes amb decoració d'escacs blancs i blaus. Aquest motiu, pintat, es repeteix sota el voladís.

## Història
Les primeres dècades del segle XX es caracteritzaren per un gran afany constructiu a la capital de la Garrotxa, s'acabaven projectes de gran envergadura com eren l'eixample Malagrida i la Plaça Clarà, i van apareixent nombroses cases marcades per estils eclèctics, modernisme i noucentisme.